# アルコイ
アルコイ （バレンシア語:Alcoi、カスティーリャ語:Alcoy）は、スペイン・バレンシア州アラカント県/アリカンテ県のムニシピ（基礎自治体）。

## 地理
マリオラ山地などに囲まれた谷に位置する。セルピス川の支流リケル、ベニサイド、モリナルの3河川が域内を横断している。このため「3つの川の都市」（la ciudad de los tres ríos）または「橋の都市」（la ciudad de los puentes）と呼ばれる。

## 歴史
アルコイの谷に人が定住したのは約6万年前の旧石器時代中期である。青銅器時代以降、多様な外国文明の影響を受けるようになった。イベリア人たちは交易を通じてフェニキア人、ギリシャ人と接点を持っていた。 
ローマ時代、この定住地はディアニクム（デニア）やルケントゥム（アリカンテ）といった沿岸の主要都市から離れた郊外にあって、ルタラ（Rutala）と呼ばれた。
キリスト教徒の町として再生したのは1256年である。3つの河川が交わる軍事上の要所に、城（アルカサル）が築かれた。
アラゴン王ハイメ1世によるレコンキスタ後、バレンシア王国の南部国境地帯となったアルコイにキリスト教徒の再植民を奨励した。ハイメ1世は平和裏に条約を結んでバレンシアに暮らすアラブ人共同体をとりこもうとしたが、この条約に反対するイスラム教徒が幾度も反乱を起こした。彼らを封じ込めるため、ハイメ1世は南部国境地帯に城を次々と建てた。
1291年、ハイメ2世がアルコイを海軍提督ルジェ・ダ・リュリア（es）へ授けた。1430年まで、アルコイの背後にアラゴン王たちの存在はなかった。1430年、ルナ伯及びアルコイ領主のフェデリコ・デ・アラゴンが反乱を起こすと、アルコイは王領へ併合された。1447年、アルフォンソ5世がバレンシアのコルツ（コルテスと同義）にてアルコイの特権を追認した。
スペイン継承戦争でハプスブルク家を支持したアルコイは、幾度となく攻撃を受け、戦後はスペイン・ブルボン家から冷遇され特権を奪われた。フェリペ5世は王立アルコイ織物工場を免税とし、特権を付与した。
スペイン内戦時期、アルコイはアナルコ・サンディカリスム派の地盤となった。

## 文化

### 行事
- 東方三賢者のパレード - 東方三賢者の日（1月6日）の前の日曜日に行われるパレードで、1889年発祥。スペインでは「最も伝統のあるパレード」とされる[1]。

### 言語
アルコイを含むバレンシア州の公用語はバレンシア語とスペイン語である。19世紀から20世紀にかけてカスティーリャ地方からの移民が移り住み、大きなコミュニティーを形成したため、現在はスペイン語が優勢となっている。

## 経済
かつては織物産業が盛んだった。その他に食品製造が行われている。アンチョビを詰めたオリーブの料理はアルコイが発祥である。製紙業、金属加工も行われる。

## みどころ

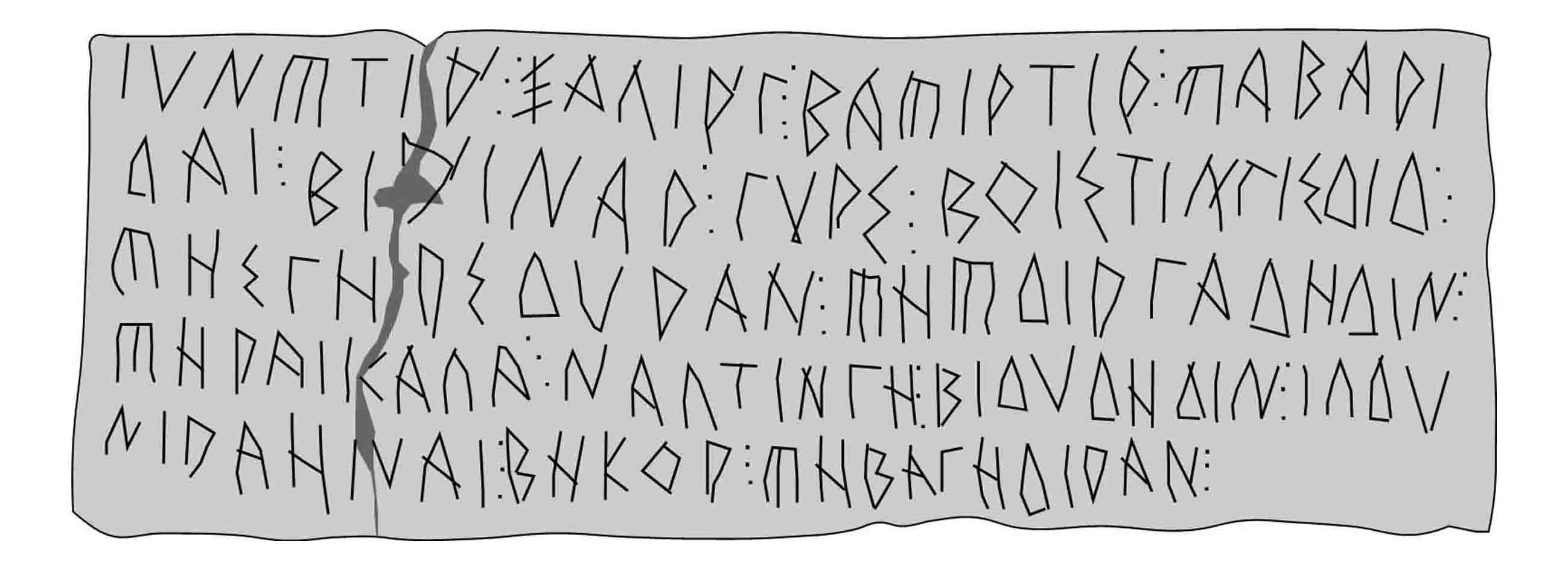
アルコイで発見された、グレコ・イベリコ文字のアルファベット

- セレタ - 古代イベリア、古代ローマのかつての村と神殿跡。グレコ・イベリコ文字アルファベットの碑文、テラコッタが発見されている
- リョッジャ・デ・サン・ジョルディ - サンティアゴ・カラトラヴァデザインによるエキシビション・センター。1995年完成
- サンタ・マリア長司祭教会 - 18世紀
- カサ・デル・パボ - 20世紀初頭のモデルニスモ建築

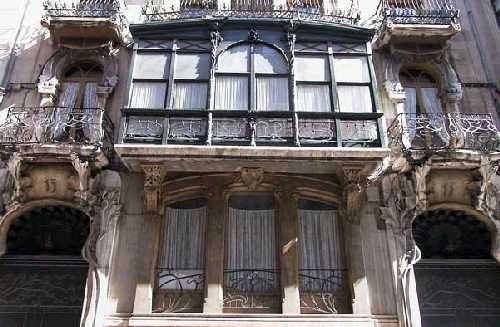
カサ・デル・パボ
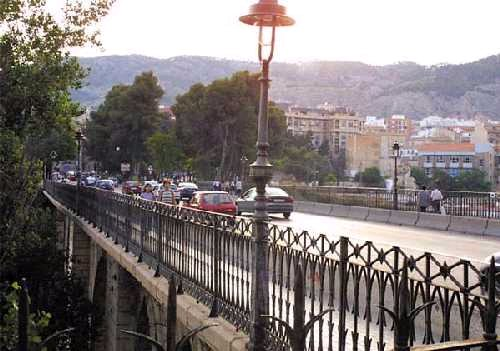
マリア・クリスティナ橋

## 出身者
- ニコラス・テロル - オートバイレーサー
- ミゲル・ペイドロ - 画家
- カルメン・ホルダ - レーシングドライバー
- ホルヘ・モリーナ - サッカー選手